# Miranda Mikadzé
Miranda Mikadzé (en géorgien : მირანდა მიქაძე) est une joueuse d'échecs géorgienne née le 18 septembre 1989. Grand maître international féminin depuis 2016, elle a remporté deux coupes d'Europe des clubs avec l'équipe géorgienne de Batoumi.

## Biographie et carrière
Dans les compétitions internationales de jeunes filles, Mikadzé a remporté deux médailles d'argent : au championnat d'Europe des filles de moins de 14 ans en 2003 (derrière Anna Mouzytchouk) et au championnat du monde des moins de seize ans en 2005 (encore derrière Anna Mouzytchouk). Au championnat du monde junior (moins de 20 ans), elle finit sixième en 2008, puis cinquième l'année suivante (en 2009).
De 2014 à 2016, elle disputa la coupe d'Europe des clubs d'échecs comme remplaçante (échiquier de réserve) de l'équipe du Nona de Batoumi qui remporta la médaille d'or en 2014 et 2015, puis finit deuxième (médaille d'argent par équipe) en 2016.
Elle obtint le titre de grand maître international féminin en 2016.
Miranda Mikadzé a représenté la Géorgie au Championnat d'Europe par équipes de 2019, marquant 2,5 points en cinq parties à l'échiquier de réserve (elle jouait dans l'équipe 2 de Géorgie). 
Elle participa à l'Olympiade d'échecs de 2018 à Batoumi en Géorgie au deuxième échiquier l'équipe 2 féminine de Géorgie qui finit huitième de la compétition (Miranda Mikadzé marqua 4,5 points en six parties).